# Nocera (Rebsorte)
Nocera ist eine Rotweinsorte, die in den italienischen Regionen Kalabrien und Sizilien kultiviert wird. Sie wird im Allgemeinen nicht reinsortig ausgebaut, sondern als Verschnittpartner (z. B. in den DOC-Weinen Faro, Bivongi und Sant’Anna di Isola di Capo Rizzuto) verwendet. In den 1990er Jahren wurde eine bestockte Rebfläche von 104 Hektar erhoben.
Trotz ähnlicher Synonyme ist sie nicht mit der weißen Sorte Carricante (die auch Nocera Bianca genannt wird) verwandt.
Der Amerikaner Harold Olmo nutzte die Sorte zur Züchtung der bekannten Tafeltraube Red Globe.

## Synonyme
Barbe du Sultan, Carricante Nero, Extra Fertile Suquet, Nerelli, Nicera, Nocera de Catane, Nocera di Catania, Nocera Mantonico, Nocera Nera di Milazzo, Nucera, Nucera Niura

## Ampelographische Sortenmerkmale
In der Ampelographie wird der Habitus folgendermaßen beschrieben:
- Die Triebspitze ist offen. Sie ist wollig behaart, grünlich mit leicht bronzefarbenem Anflug. Die hellgrünen Jungblätter sind schwach behaart.
- Die mittelgroßen Blätter sind fünflappig und mäßig tief gebuchtet. Die Stielbucht ist V-förmig offen. Das Blatt ist spitz gesägt. Die Zähne sind im Vergleich der Rebsorten mittelgroß.
- Die konusförmige Traube ist geschultert, mittelgroß und lockerbeerig. Die länglichen Beeren sind mittelgroß und von bläulich-schwarzer Farbe. Das Aroma der Beere ist recht neutral und einfach.

Die Rebsorte reift ca. 30 Tage nach dem Gutedel und ist somit spät reifend.